# محمد جعفر البهبهاني
الشيخ محمد جعفر بن محمد علي بن الوحيد البهبهاني (1178 هـ - 1259 هـ). هو رجل دين وفقيه شيعي وحفيد المُجدّد الأصولي الوحيد البهبهاني، وله العديد من المُؤلّفات في الفقه والعلوم الحوزوية المُختلفة وإن كان كثيرٌ منها قد احترق في الحريق الذي حصل في مكتبة حفيده إمام الجمعة أبو علي في كرمانشاه في شوال سنة 1352 هـ.
كانت ولادته في السادس والعشرين من جمادى الآخرة 1178 هـ بمدينة كربلاء، وبها ابتدأ دراسته على والده وعلى علي الطباطبائي صاحب كتاب الرياض، ثُمّ هاجر إلى كرمانشاه، وتُوفي بها في السادس والعشرين من ذي القعدة 1259 هـ ودفن بها في مقبرة والده.

## مؤلفاته
| - التحفة الجعفرية في الكلام شرح مفاتيح الشرائع في خمسة مجلدات: مجلد المطاعم والمشارب مجلد النكاح مجلد القضاء والشهادات مجلد العطايا والوصايا مجلد الميراث. - حاشية مراح الأرواح. في الصرف. - حاشية شرح الباب الحادي عشر. - حاشية المعالم. في مجلدين. - مجموعة خطب الجمعة والأعياد. جمع فيها خُطب الجمعة والأعياد التي هي من إنشائه. - رسالة في أصول الدين. باللغة الفارسية مع الأدلة الاجمالية وواجبات الصلاة والصوم والخمس والزكاة والحج. - رسالة في أصول الدين وآداب الصلاة. باللغة الفارسية وتختلف عن الرسالة المارّ ذكرها. - منتخب الأصول في علم الأصول. - تحفة الأبرار في الحكايات والغرائب والأحكام والتواريخ. باللغة الفارسية. - الجواهر البهية في الأحكام الإلهية. في أصول الدين وفروعه وجد منه الجزء الأول في أصول الدين والجزء الخامس في الميراث وباقي أجزائه ذهبت طعمة الحريق. | - أنيس الطلاب. يقع في ثلاث مجلدات، وُجد منها المجلد الأول فقط، أمّا المجلدان الآخران ذهبا طعمة الحريق في المكتبة المذكورة. - التكملة في شرح التبصرة. يوجد منها عشرة مجلدات مجلد في شرح المقدمة في أصول الدين والباقي من الطهارة إلى القضاء والشهادات، واحتمل محسن الأمين أن بقية مجلداته قد ذهبت طعمة الحريق المذكور. - الوجيز في أحوال الأئمة. - رسالة سؤال وجواب في مسائل متفرقة. باللغة الفارسية. - الإنسان الكامل في الأخلاق. ذهب هذا الكتاب طعمة الحريق المذكور. - رسالة في المكاسب. - رسالة في الحج. - فضائح الصوفية. |

### كتب
- أعيان الشيعة. محسن الأمين، طبع بيروت - لبنان، تاريخ الطبع مفقود، منشورات دار التعارف.
- الذريعة إلى تصانيف الشيعة. آغا بزرگ الطهراني، طبع بيروت - لبنان، تاريخ الطبع مفقود، منشورات دار الأضواء.

### إشارات مرجعية
1. ↑  
الأمين، محسن. أعيان الشيعة - ج9. ص. 202. مؤرشف من الأصل في 2019-12-13.